# Trần Thế Dân
Trần Thế Dân là nhà quay phim, đạo diễn, nhà biên kịch điện ảnh người Việt Nam. Ông được Nhà nước phong tặng danh hiệu Nghệ sĩ Nhân Dân năm 2001.

## Tiểu sử
Trần Thế Dân sinh ngày 15 tháng 11 năm 1940 trong một gia đình trí thức ở Hải Dương, nhưng nguyên quán của ông ở xã Tuyên Dương, huyện Thanh Oai, Hà Tây, cha ông công tác ở Ban Tuyên giáo Trung ương. Thuở nhỏ, ông học trường Tân Trào (Tuyên Quang), đến lớp 3 được gửi đi học ở khu học xá Trung Quốc. Lớp 7, ông về nước và học tại trường Chu Văn An. Năm 1960, ông được nhà nước cử đi du học, Trần Thế Dân theo học lớp quay phim tại Học viện Điện ảnh tại Bắc Kinh đến năm 1964.

## Sự nghiệp
Năm 1965, ông tham gia bộ phim đầu tiên với vai trò phó quay phim cho đạo diễn Nguyễn Khánh Dư trong phim tài liệu Biển lửa.
Năm 1966, Trần Thế Dân được gọi đi B làm phóng viên chiến trường – thuộc biên chế dân chính Khu ủy khu 5. Đến năm 1968, khi biết tình trạng thính lực của ông kém, không thể ra trận, khu ủy khu 5 quyết định điều động Trần Thế Dân trở ra Bắc. Nhưng ông nhất quyết xin lên Tây Nguyên công tác, tại đây ông cùng phóng viên Kpă Y Van quay bộ phim tài liệu Những người săn thú trên núi Đăk Sao. Bộ phim đã được Bộ Văn hóa, Ban Thống nhất Trung ương khi ấy chọn đi dự thi Liên hoan phim quốc tế Matxcova 1971 và giành được huy chương Vàng, sau đó bộ phim tiếp tục đạt giải Bông Sen Vàng năm 1973. Trong khoảng thời gian này ông sáng tác kịch bản phim Cà Đắng, kể về cuộc tình của ông với một người phụ nữ trên Tây Nguyên, trong thời gian ông sang Pháp học thì một số đồng nghiệp ở nhà đã tự ý dựng thành phim mà không xin phép ông. Sau này ông không còn giao kịch bản của mình cho người khác nữa.
Năm 1972, sau khi hoàn thành nhiệm vụ của một phóng viên chiến trường, Trần Thế Dân ra Hà Nội, ông làm công tác giảng dạy tại trường Điện ảnh Việt Nam -nay là Trường Đại học Sân khấu Điện ảnh Hà Nội- đến 1992. Năm 1974, ông được đạo diễn Hải Ninh mời quay phim chính cho bộ phim Em bé Hà Nội.
Trần Thế Dân cũng chính là người biên soạn Chương trình đại học để đưa lớp Quay phim khóa đầu tiên lên đại học, làm tiền để cho sự ra đời của trường Đại học Sân khấu - Điện ảnh sau này. Ông từng giữ chức phó Tổng thư ký thường trực Hội Điện ảnh Việt Nam từ năm 2000 đến 2007.

## Tác phẩm
| Năm phát hành | Tựa đề                               | Vai trò                          | Thể loại      | Giải thưởng                                                   | Ghi chú |
| ------------- | ------------------------------------ | -------------------------------- | ------------- | ------------------------------------------------------------- | ------- |
| 1971          | Những người săn thú trên núi Đăk Sao | Đạo diễn – Biên kịch – Quay phim | Phim tài liệu | Huy chương Vàng LHP quốc tế Matxcova, 1971                    |         |
| 1971          | Những người săn thú trên núi Đăk Sao | Đạo diễn – Biên kịch – Quay phim | Phim tài liệu | Bông sen Vàng LHPVN lần II, 1973                              |         |
|               | Trở về buôn rẫy                      |                                  | Phim tài liệu | Bông sen Bạc LHPVN lần II, 1973                               |         |
|               | Và mưa đã xóa nhòa dấu vết           | Đạo diễn                         | Phim tài liệu |                                                               |         |
|               | Bóng mát rừng dừa                    | Đạo diễn                         |               | Giải Đặc biệt của Hội Điện ảnh VN tại LHP VN lần thứ IV, 1977 |         |
| 1975          | Em bé Hà Nội                         | Quay phim                        | Điện ảnh      |                                                               |         |
| 1977          | Tự thú trước bình minh               | Quay phim                        | Điện ảnh      |                                                               |         |
| 1986          | Y' HNua                              | Kịch bản gốc                     | Điện ảnh      |                                                               |         |
| 1988          | Ám ảnh                               | Quay phim                        | Điện ảnh      | Giải kỹ thuật tại LHPVN lần VIII, 1988                        |         |
| 1989          | Đời mưa gió                          | Quay phim                        | Điện ảnh      |                                                               | [ 4 ]   |
| 1990          | Canh bạc                             | Quay phim                        | Điện ảnh      |                                                               |         |
| 1992          | Hãy tha thứ cho em                   | Quay phim                        | Điện ảnh      |                                                               |         |
| 1993          | Nơi tình yêu đã chết                 |                                  | Phim video    |                                                               |         |
|               | Chuyện tình của biển                 |                                  | Phim video    |                                                               |         |

## Vinh danh
- 1993: Nghệ sỹ Ưu tú.
- 2001: Nghệ sĩ Nhân dân.[1]
- 2017: Giải thưởng Nhà nước về Văn học nghệ thuật.[5]
- 2018: Giải thưởng Cánh Diều 2017 - ông được tôn vinh cùng nghệ sĩ nhân dân, nhà quay phim Nguyễn Đăng Bảy.[6]